# سلیم ایلاس
سلیم ایلاس (به انگلیسی: Salim Iles) (زادهٔ ۱۴ مهٔ ۱۹۷۵) شناگر اهل الجزایر بود.